# میلبری (ماساچوست)
میلبری، ماساچوست
میلبری (به انگلیسی: Millbury) شهرکی در شهرستان ورچستر ایالت ماساچوست می‌باشد که در سال ۱۸۱۳ بنیان‌گذاری شده‌است. این شهرک در سرشماری سال ۲۰۱۰ میلادی، ۱۳٬۲۶۱ نفر جمعیت داشته‌است.